# Antillogorgia bipinnata
Antillogorgia bipinnata is een zachte koralensoort uit de familie van de Gorgoniidae. De wetenschappelijke naam van de soort is voor het eerst geldig gepubliceerd in 1864 door Verrill.